# Награда Ђура Даничић
Награда Ђура Даничић додељује се појединцима за укупан допринос развоју библиотечко-информационе делатности и културе у Републици Србији.

## O награди
Награда се додељује од 2009. године, под именом Ђуре Даничића, знаменитог српског писца, филолога, преводиоца, културног радника и управника Народне библиотеке Србије, а за целокупан допринос појединаца развоју библиотекарства и културе Србије. Награда се додељује једном годишње и састоји се од повеље и новчаног износа. Годишња је награда Заједнице матичних библиотека Србије.

## Kритеријуми за доделу награде
Неки од критеријума, према саопштењу Заједнице матичних библиотека Србије, које је неопходно испунити јесу:
- запажени резултати у домену преводилаштва , науке, уметности и културе у целини;
- научни и стручни радови и њихове научне, уметничке, културне и просветне вредности;
- број реализованих пројеката у библиотечко-информационој делатности;
- рад на унапређивању библиотечко-информационе делатности, односно културне делатности;
- залагање за технолошке, организационе и друге иновације у библиотечко-информациону делатност и културу у целини.[1]

## Добитници
| Година доделе | Име и презиме лауреата     | Библиотека                               | Место      |
| ------------- | -------------------------- | ---------------------------------------- | ---------- |
| 2009.         | Миро Вуксановић            | Библиотека Матице српске                 | Нови Сад   |
| 2010.         | Весна Ињац-Малбаша         | Народна библиотека Србије                | Београд    |
| 2011.         | Стела Филипи-Матутиновић   | Унив. библиотека „Светозар Марковић”     | Београд    |
| 2012.         | Награда није додељена      |                                          |            |
| 2013.         | Јасмина Нинков             | Библиотека града Београда                | Београд    |
| 2013.         | Мирко Демић                | НБ „Вук Караџић”                         | Крагујевац |
| 2014.         | Проф. др Александра Вранеш |                                          |            |
| 2015.         | Беба Станковић             | Народнa библиотеке „Илија М. Петровић”   | Пожаревац  |
| 2015.         | Мирко С. Марковић          | Библиотекa града Београда                | Београд    |
| 2016.         | Владимир Шекуларац         | Народне библиотеке Србије                | Београд    |
| 2017.         | Остоја Продановић          | Матична библиотека „Љубомир Ненадовић”   | Ваљево     |
| 2018.         | Mр Душица Грбић            | Библиотекa Матице српске                 | Нови Сад   |
| 2019.         | Драган Којић               | Градска библиотека                       | Нови Сад   |
| 2019.         | Милорад Вучковић           | Народна библиотека Србије                | Београд    |
| 2019.         | Новка Шокица- Новаковић    | Библиотека Матице српске                 | Нови Сад   |
| 2020.         | Снежана Ненезић            | Народна библиотека                       | Крушевац   |
| 2020.         | Жељко Стојановић           | Градска библиотека „Атанасије Стојковић“ | Рума       |
| 2021.         | Соња Шуковић               | Народна библиотека „Стеван Сремац“       | Ниш        |
| 2021.         | Селимир Радуловић          | Библиотекa Матице српске                 | Нови Сад   |
| 2022.         | Даниела Скоковић           | Народна библиотека Пожега                | Пожега     |
| 2023.         | Жаклина Николић            | Библиотека "Центар за културу"           | Кладово    |
| 2024.         | др Драгана Милуновић       | Народна библиотека Србије                | Београд    |

## Галерија
- Миро Вуксановић, први лауреат награде
- Стела Филипи-Матутиновић, лауреат награде за 2011. годину
- Јасмина Нинков, лауреат награде за 2013. годину
- Александра Вранеш, лауреат награде за 2014. годину